# 杉叶石松
杉叶石松（学名：Lycopodium squarrosum）为石松科石松属下的一个种。

## 扩展阅读
- 維基物種上的相關：杉叶石松